# Ривароло Мантовано
Риваро̀ло Мантова̀но (на италиански: Rivarolo Mantovano, на местен диалект: Riaröl, Риарьол) е малко градче и община в Северна Италия, провинция Мантуа, регион Ломбардия. Разположено е на 26 m надморска височина. Населението на общината е 2661 души (към 2014 г.).